# Paweł Michalski
Paweł Michalski (ur. 11 marca 1973 w Łodzi) – polski alpinista i himalaista, zdobywca pięciu ośmiotysięczników. Członek kadry narodowej Polskiego Związku Alpinizmu (wspinaczka wysokogórska), a także Łódzkiego Klubu Wysokogórskiego. Zorganizował i brał udział w kilkunastu ekspedycjach w Himalaje i Karakorum. Wspinał się w górach na wszystkich kontynentach.
Pracuje jako adiunkt na uczelni. Stopień doktora nauk ekonomicznych w zakresie nauk o zarządzaniu w specjalności zarządzanie projektami, psychologia zarządzania, logistyka uzyskał w 2011 roku, broniąc pracę pod tytułem „Logistyka projektu ekspedycyjnego” w Kolegium Zarządzania i Finansów Szkoły Głównej Handlowej w Warszawie.
Zdobyte ośmiotysięczniki (bez używania dodatkowego tlenu i bez korzystania z pomocy tragarzy wysokościowych)
- 2019 – Manaslu (8156 m) – drogą normalną[2]
- 2012 – Broad Peak (8051 m) – od strony Pakistanu[3]
- 2008 – Gasherbrum II (8035 m) – droga normalna[4]
- 2007 – Gasherbrum I (8068 m) – przez Kuluar Japoński[5]
- 2006 – Cho Oyu (8201 m) – droga normalna[6]

Inne wyprawy
- 2016 – Kazbek (5033 m) – droga normalna z wariantem trawersu
- 2015 – Dufourspitze (4634 m) – droga klasyczna
- 2010 – Mont Blanc (4807 m) – przez Dome du Guter
- 2004 – Aconcagua (6962 m) – przez Lodowiec Polaków
- 2004 – Pico de Orizaba (5610 m)
- 2004 – Iztaccihuatl (5230 m)
- 2004 – La Malinche (4461 m)
- 2004 – Tajumulco (4220 m)
- 2004 – Tacana (4092 m)
- 2003 – Mount Vinson (4897 m)
- 2003 – Mont Blanc (4807 m) – przez Gonella
- 2001 – Carstensz Pyramid (5029 m)
- 2001 – Mount Kościuszko (2227 m)
- 2001 – Elbrus (5632 m)
- 2000 – Denali (McKinley) (6194 m) – przez West Buttress
- 1999 – Aconcagua (6962 m) – przez Plaza de Mulas
- 1998 – Kilimandżaro (5895 m)
- 1996 – Mont Blanc (4807 m) – przez Grand Mullets

## Wyprawy wysokogórskie
W 2009 r. Paweł Michalski podjął swoją pierwszą próbę zdobycia Broad Peak (8051 m.) w Karakorum. W czasie ataku szczytowego na przełęczy Broad Peak (7950 m.), Michalski postanowił zawrócić z obawy przed bardzo silnym wiatrem. Wspinacze, którzy kontynuowali atak, dotarli do wierzchołka Rocky Summit (8028 m). Zawrócili, gdy z grani została zdmuchnięta przez wiatr wspinaczka włoska Cristina Castagna. Żadna wyprawa, nie osiągnęła wierzchołka głównego, w tym sezonie.
W 2010 r. Paweł Michalski wraz z Włochem Simone La Terra podjęli próbę zdobycia Manaslu (8156 m.). Pomimo przeprowadzenia 2 ataków szczytowych, ze względu na fatalne warunki atmosferyczne, nie udało się osiągnąć wierzchołka. W tym samym roku (czerwiec/lipiec), wspinacze zaatakowali Nanga Parbat (8126 m.). Wraz z Aleksandrą Dzik i Marcinem Kaczkanem, Michalski i La Terra przez pomyłkę (pomylono kuluar wyprowadzający na szczyt), zdobyli szczyt północny Nanga Parbat (8070 m.). Było to prawdopodobnie pierwsze polskie i włoskie wejście na ten wierzchołek.
W 2011 r. Paweł Michalski wraz z rumuńskim wspinaczem Alexem Gavanem, próbowali zdobyć Kanczendzonge (8586 m.). W ataku szczytowym, partner Michalskiego wycofał się (problemy żołądkowe). Samotny atak zakończył się na wysokości ok. 8430 m. (ze względu na stosunkowo późną godzinę oraz trudności techniczne). 
W 2013 r. Paweł Michalski, ponownie z Simone La Terra, brał udział w wyprawie na Dhaulagiri (8167 m.). Zespół w składzie Agnieszka Bielecka, Simone La Terra oraz Paweł Michalski wycofał się z wysokości 8100 m. ze względu na pogarszającą się pogodę i późną porę. Nikt nie zdobył szczytu w tym sezonie.
W 2014 r. Paweł Michalski brał udział w wyprawie na K2 (8611 m.), zorganizowanej w ramach programu Polski Himalaizm Zimowy im. Artura Hajzera. Wyprawa zakończyła się sukcesem. Dwóch członków ekspedycji – Janusz Gołąb i Marcin Kaczkan stanęli na szczycie. Paweł Michalski oraz Artur Małek byli zmuszeni wycofać się 150 metrów poniżej szczytu, ze względu na pogarszającą się pogodę.
W 2015 r. Paweł Michalski był uczestnikiem projektu wspinaczkowego 6 Summits Challenge. Jego celem było wejście na Lhotse. W dn. 25.04.2015 r. Nepal został nawiedzony przez trzęsienie ziemi o sile 7,8 stp. w skali Richtera.
Michalski w tym czasie przebywał w bazie pod Lhotse/Everest. Wyprawa została przerwana, aby udzielić pomocy poszkodowanym w tej tragedii.
W 2016 r. Paweł Michalski ponownie brał udział w wyprawie na K2 (8611 m.), zorganizowanej w ramach programu Polski Himalaizm Zimowy im. Artura Hajzera. Pozostałymi uczestnikami byli: Jerzy Natkański, Piotr Tomala, Marek Chmielarski, Jarosław Botor. Pomimo szybkiego postępu w zdobywaniu góry, wyprawa nie osiągnęła sukcesu. Potężna lawina śnieżna pogrzebała obóz 3 (7200m). Nikt w tym sezonie nie zdobył wierzchołka K2.
W 2017 r. Paweł Michalski podjął, wraz z Simone La Terra próbę zdobycia Makalu (8481 m.) i Lhotse (8516 m.) w jednym sezonie wspinaczkowym. Anomalie pogodowe występujące w rejonie Everest'u, Lhotse i Makalu, wywołały niespotykanie niskie temperatury. Zespół podjął dwa nieudane (z powodu niskich temperatur) ataki szczytowe na Makalu, osiągając wysokość ok. 8000m. Nie podjęto akcji górskiej na Lhotse. Ekspedycja trwała 72 dni.
Wiosną 2018 r. Paweł Michalski wraz z Alexem Gavanem i Simone La Terra podjęli próbę zdobycia Dhaulagiri (8167 m.). Podczas akcji górskiej, w dn. 28.04.2018, namiot w którym znajdował się Simone La Terra, został porwany przez huraganowy wiatr na wysokości ok. 7000m. Po akcji ratowniczej, trwającej 2 następne dni, ciało himalaisty zostało odnalezione na wysokości ok. 6000m i przetransportowane śmigłowcem do Katmandu.
Jesienią 2018 r. Paweł Michalski brał udział w wyprawie na Manaslu (8156 m), zorganizowanej w ramach programu Polski Himalaizm Zimowy im. Artura Hajzera. Pozostałymi uczestnikami byli: Rafał Fronia, Paweł Kopeć, Piotr Głowacki, Damian Bielecki, Grzegorz Bielejec, Krzysztof Stasiak, Mariusz Lange. Niesprzyjające warunki pogodowe (bardzo duże opady śniegu), spowodowały, że wyprawa nie osiągnęła sukcesu. 
W 2021 r. Paweł Michalski ponownie wspinał się na Lhotse. Podjął 2 dwie próby ataku szczytowego, osiągając maksymalną wysokość 8000 m. Niesprzyjające warunki pogodowe (2 cyklony znad Zatoki Bengalskiej oraz wcześniejsze nadejście monsunu) pozbawiły szans na zdobycie szczytu.
W czerwcu 2022 r. Paweł Michalski wraz z Markiem Olczakiem podjęli próbę zdobycia głównego szczytu Nanga Parbat w Pakistanie. Aklimatyzacja, pomimo wysokich temperatur, a przez to zagrożenia spadającymi kamieniami i blokami skalnymi, przebiegła sprawnie. Wspinacze przebywający w obozie 3, na kilka godzin przed atakiem szczytowym, dostali informację od schodzących z klientem, 2 doświadczonych Szerpów (którzy zawrócili z wys. ok. 7800 m.), że droga na szczyt jest niemożliwa do pokonania (twardy, niebieski lód). Michalski z partnerem schodzą na dół. Trzy dni później, okazuje się, że szczyt został bez problemu zdobyty (dzień po zejściu Polaków) przez 2 pakistańskich tragarzy wysokościowych. Według ich relacji - warunki były bardzo dobre.